# La Maná (cantão)
La Maná é um cantão do Equador localizado na província de Cotopaxi.
A capital do cantão é a cidade de La Maná.